# Televisa Regional
REGIONAL

Televisa Regional é um empresa mexicana que opera e comercializa uma rede de estações concessionadas de televisão a nível de território mexicano
É formada por 258 estações, sendo que 224 são proprias e 34 são afiliadas. É responsável de operar os enlaces ascendentes e descendentes via satélite, nacionais (do México) e internacionais (de outros países).

## Transmissão via satélite
A Televisa Regional opera 224 estações concessionadas distribuídas da seguinte maneira:
- 127 repetidoras da rede Canal de Las Estrellas.
- 62 repetidoras do Canal 5.
- 15 repetidoras da Galavisión.
- 1 do 4TV da Cidade do México.
- E 19 televisoras locais.

As cadeias se complementam com outras 19 emissoras independentes
afiliadas: 1 do Canal de Las Estrellas; 4 do Canal 5 e 
14 do Galavisión.
Ainda tem contratos de afiliação para vendas e programação com 15 televisoras locais afiliadas.

## Locais
- Televisa Ensenada

Canal-Sede: XHS-TV  Canal 23
- Televisa Mexicali

Canal-Sede: XHBC-TV  Canal 03
- Televisa Tijuana

Canal-Sede: XEWT-TV  Canal 12
- Televisa Piedras Negras

Canal-Sede: XHPN-TV  Canal 03
- Televisa Chihuahua

Canal-Sede: XHJUB-TV  Canal 56
- Televisa Del Bajio

Canal-Sede: XHL-TV  Canal 11
- Televisa Guadalajara

Canal-Sede: XHG-TV  Canal 04
- Televisa Monterrey

Canal-Sede: XHFB-TV  Canal 02
- Televisa Puebla

Canal-Sede: XHP-TV  Canal 03
- Televisa Hermosillo

Canal-Sede: XHAK-TV  Canal 12
- Televisa Noerste

Canal-Sede: XHAB-TV  Canal 07
- Televisa Del Golfo

Canal-Sede: XHGO-TV  Canal 07
- Televisa Veracruz

Canal-Sede: XHAI-TV Canal 09
- Obs: Todas as retransmissoras e afiliadas de TV mexicanas aqui citados começam com X, o que no Brasil começa com ZYA e ZYB.